# Ван Цзяо
Ван Цзяо (кит. упр. 王娇, пиньинь Wáng Jiāo, род. 4 января 1988 года в Шэньяне) — китайская женщина-борец вольного стиля, олимпийская чемпионка и чемпионка Азии.

## Биография
Родилась в 1988 году в Шэньяне в простой крестьянской семье. С детства отличалась высокой физической активностью. Уже через полтора года после начала занятий борьбой стала чемпионкой города.
В 2003 году стала обладательницей кубка Азии, а на чемпионате мира стала 7-й. В 2005 году стала чемпионкой Азии, а на чемпионате мира была 5-й. В 2006 году заняла 10-е место на чемпионате мира. В 2008 году стала чемпионкой Олимпийских игр в Пекине. В 2011 году стала серебряной призёркой чемпионата Азии, а на чемпионате мира была 11-й. В 2012 году приняла участие в Олимпийских играх в Лондоне, но там стала лишь 5-й.